# Ula (Ula) malaisei
Ula (Ula) malaisei is een tweevleugelige uit de familie Pediciidae. De soort komt voor in het Oriëntaals gebied.